# Pandanus boemiensis
Pandanus boemiensis är en enhjärtbladig växtart som beskrevs av Ryozo Kanehira. Pandanus boemiensis ingår i släktet Pandanus och familjen Pandanaceae. Inga underarter finns listade.